# Peter Winkler von Mohrenfels
Peter Winkler von Mohrenfels (* 21. August 1943 in Bad Bevensen als Peter Görgens; † 27. Juni 2024 in Hamburg) war ein deutscher Jurist und ehemaliger Hochschullehrer an der Universität Rostock.

## Leben
Er studierte von 1962 bis 1967 Rechtswissenschaften in Hamburg, Göttingen, Lausanne und Poitiers. Nach dem Ersten Staatsexamen 1967 leistete er das Referendariat in Hamburg ab. Nach dem Zweiten Staatsexamen war er zunächst Assistent im Fachbereich Wirtschaftswissenschaften in Hamburg, bevor er zu seiner Promotion ab 1973 zu den Rechtswissenschaften zurückkehrte. 1975 schloss er die Promotion ab. 1979 gab er seinen Familiennamen Görgens zu Gunsten des Ehenamens Winkler von Mohrenfels auf, des Familiennamens seiner Frau Gudrun. 1984 habilitierte er sich ebenfalls in Hamburg. Damit verbunden war die Verleihung der Venia Legendi für die Fächer Bürgerliches Recht, Internationales Privat- und Prozessrecht und Rechtsvergleichung.
Vom Wintersemester 1982/83 bis einschließlich Wintersemester 1983/84, noch vor Vollendung seiner Habilitation, vertrat Winkler von Mohrenfels einen Lehrstuhl an der Universität Hannover. In den folgenden drei Semestern (bis einschließlich Sommersemester 1985) war er Lehrstuhlvertreter an der Universität München. Zum Wintersemester 1985/86 trat Winkler seine erste eigene Professur an der Universität Hamburg an, wechselte aber bereits ein Jahr später an die Universität München. In den Jahren 1991 bis 1993 lehrte Winkler zeitweilig an der Universität Paris II. Im Wintersemester 1993/94 wechselte er an die Universität Rostock, wo er bis zu seiner Emeritierung im September 2008 blieb. Von 1998 bis 2000 war er Dekan der dortigen rechtswissenschaftlichen Fakultät. Von 1996 bis 2008 war er zudem Mitglied des 1. Familiensenats des Oberlandesgerichts Rostock. Nach seiner Emeritierung war Winkler von Mohrenfels bis Ende 2016 als Rechtsanwalt tätig.

## Werke (Auswahl)
- Die materiellrechtliche und kollisionsrechtliche Gleichberechtigung der Ehegatten auf dem Gebiet der persönlichen Ehewirkungen und der elterlichen Gewalt. Eine rechtsvergleichende Darstellung des französischen, italienischen, englischen und deutschen Rechts. Peter Lang, Frankfurt am Main 1976, ISBN 978-3-261-01911-0. (Dissertation)
- Abgeleitete Informationsleistungspflichten im deutschen Zivilrecht. Duncker & Humblot, Berlin 1986, ISBN 978-3-428-05982-9. (Habilitationsschrift)
- Harald Koch, Ulrich Magnus & Peter Winkler von Mohrenfels: IPR und Rechtsvergleichung. Ein Übungsbuch zum Internationalen Privat- und Zivilverfahrensrecht und zur Rechtsvergleichung. 4. Auflage. C.H. Beck, München 2010, ISBN 978-3-406-58931-7.